# Gurben
Gurben is een buurtschap in het Duitse Baden-Württemberg. Het gehucht bestaat enkel uit één straat, dat gelijk is aan de gehuchtnaam. Deze straat ligt aan de L314, de weg tussen Bad Wurzach en in de buurt van de Bundesautobahn 96. Het gehuchtje ligt in de Oberschwäbische Barockstraße. Het gehucht bestaat uit slechts 1 boerderij, en ligt op 725 meter hoogte. De postcode is 88410 Bad Wurzach.